# Moreirense FC
Moreirense Futebol Clube is een Portugese voetbalclub uit Moreira de Cónegos in de gemeente Guimarães. De club werd opgericht op 1 november 1938. De thuiswedstrijden worden in het Parque de Jogos Comendador gespeeld, dat plaats biedt aan 6.150 toeschouwers. De clubkleuren zijn groen-wit.

## Geschiedenis
Tussen 2014 en 2022 was de club actief in de Primeira Liga. Echter werd in het seizoen 2021-2022 een 16e plaats behaald. Hierdoor werden promotie/degradatie wedstrijden gespeeld tegen Chaves. Waar Chaves na 2 gespeelde wedstrijden aan het langste eind trok en promotie bemachtigde. Dit zorgde ervoor dat de club degradeerde naar het tweede niveau. De eerste titel werd gewonnen op 29 januari 2017. De club won de Taça da Liga door SC Braga met 1-0 te verslaan in de finale. Het doelpunt werd gemaakt door Cauê, middels een strafschop.

## Erelijst
- Taça da Liga

Winnaar (1): 2017
- Liga de Honra

Winnaar (1): 2002, 2014
- Tweede divisie

Winnaar (1): 2001

## Eindklasseringen
| 10 |

| 6 |

| 12 |

| 11 |

| 12 |

| 2 |

| 16 |

| 2 |

| 8 |

| 16 |

| 2 |

| 5 |

| 11 |

| 8 |

| 2 |

| 1 |

| 11 |

| 13 |

| 11 |

| 12 |

| 16 |

| 1 |

| 1 |

| 12 |

| 9 |

| 16 |

| 13 |

| 3 |

| 8 |

| 3 |

| 1 |

| 7 |

| 2 |

| 15 |

| 1 |

| 11 |

| 12 |

| 15 |

| 15 |

| 6 |

| 6 |

| 8 |

| 16 |

| 1 |

| 6 |

| 10 |

| Primeira Liga | Liga Portugal 2 | Tercera Divisão/Segunda Divisão B |

Tot 1999 stond de Primeira Liga bekend als de Primeira Divisão. De Segunda Liga kende in de loop der tijd meerdere namen en heet sinds 2020/21 Liga Portugal 2. Ook het 3e niveau kende verschillende namen en heet sinds 2021/22 Liga 3.

## Bekende (oud-)spelers
- Henry Antchouet
- Junas Naciri